# (2031) BAM
(2031) BAM (1972 RA3; 1969 TG2; 1939 VB; 1959 TW; 1972 NQ) ist ein Asteroid des Hauptgürtels, der von der sowjetischen Astronomin Ljudmila Iwanowna Tschernych (1935–2017) am 8. Oktober 1969 am Krim-Observatorium in Nautschnyj entdeckt wurde.

## Benennung
Der Asteroid wurde nach der Baikal-Amur-Magistrale (Abk.: BAM) benannt, einer russischen Bahnstrecke, die in Sibirien (Taischet) beginnt und im Fernen Osten (Sowetskaja Gawan) endet.